# Territorio Federal Amazonas
El Territorio Federal Amazonas es el nombre con el que se conocía hasta 1992 al actual Estado Amazonas de Venezuela.

## Historia
Los orígenes del «Territorio Federal Amazonas» se remontan al cantón Río Negro de la provincia de Guayana, que abarcaba un área similar al hoy estado y parte de los departamentos colombianos de Vichada y Guainía, y con capital en San Fernando de Atabapo.
En 1856 se decide elevar este cantón en provincia separada de la de Guayana con el nombre de Provincia de Amazonas. Cuando la Revolución Federal llegó al poder al mando de Juan Crisóstomo Falcón en 1864, se le cambió el nombre a «Territorio Federal Amazonas» constituido por los departamentos de San Fernando de Atabapo, San Carlos y Maroa.
Los cambios políticos-administrativos impulsados por Antonio Guzmán Blanco, hacen que desde 1881 y hasta 1893 se divida dicho territorio en dos; el «Territorio Federal Amazonas» con capital en Maroa, y el «Territorio Federal Alto Orinoco» conservando a San Fernando de Atabapo como capital. Es en 1893 cuando retoma el nombre de «Territorio Federal Amazonas» con capital nuevamente en San Fernando de Atabapo hasta 1928, cuando se decide trasladar la capital a Puerto Ayacucho para hacerla más accesible al resto de Venezuela. El 23 de julio de 1992 el Congreso de la República, actualmente la Asamblea Nacional, eleva de categoría de Territorio Federal a estado.

## División territorial
El Territorio Federal Amazonas estaba dividido en departamentos para su administración; hacia el final de la existencia del territorio estos eran:
- Departamento Atabapo, con capital en San Fernando de Atabapo.
- Departamento Atures, con capital en Puerto Ayacucho.
- Departamento Casiquiare, con capital en Maroa.
- Departamento Río Negro, con capital en San Carlos.